# Komisariat Wewnętrzny Straży Granicznej nr 1 „Warszawa”
Komisariat Wewnętrzny Straży Granicznej nr 1 „Warszawa” – jednostka organizacyjna Straży Granicznej w okresie międzywojennym.

## Formowanie i zmiany organizacyjne
W drugiej połowie 1927 roku przystąpiono do gruntownej reorganizacji Straży Celnej. W praktyce skutkowało to rozwiązaniem tej formacji granicznej.
Rozporządzeniem Prezydenta Rzeczypospolitej Polskiej Ignacego Mościckiego z 22 marca 1928, do ochrony północnej, zachodniej i południowej granicy państwa, a w szczególności do ich ochrony celnej, powoływano z dniem 2 kwietnia 1928 Straż Graniczną.
Rozkazem nr 3 z 14 maja 1929 w sprawie utworzenia Inspektoratu Wewnętrznego komendant Straży Granicznej płk Jan Jur-Gorzechowski utworzył komisariat wewnętrzny Straży Granicznej nr 1 „Warszawa”.
Rozkazem nr 7 z 23 października 1931 w sprawach organizacyjnych i etatowych , w związku z zarządzeniem Ministra Skarbu z 22 października 1930 znoszącym Inspektorat Okręgowy Nr VI, komendant Straży Granicznej płk Jan Jur-Gorzechowski zarządził likwidację Inspektoratu Okręgowego Nr VI z dniem 3 listopada 1930. Zniósł też komisariat wewnętrzny Straży Granicznej nr 1 „Warszawa”.

## Kierownicy komisariatu
- pkom. Eugeniusz Korwin-Piotrowski